# XLIFF
XLIFF (XML Localisation Interchange File Format)  is een op XML gebaseerde indeling die is gecreëerd om lokalisatie te standaardiseren. XLIFF werd door OASIS als een standaard geaccepteerd in 2002. De huidige specificatie is v1.2 gepubliceerd op 1 februari 2008.
De specificatie is gericht op de lokalisatie-branche. Het specificeert elementen en attributen om te helpen bij lokalisatie.
XLIFF maakt deel uit van het framework Open Architecture for XML Authoring and Localization  (OAXAL).

## Beschrijving
Een XLIFF-document is opgebouwd uit een of meer <file>-elementen. Elk <file>-element komt overeen met een origineel bestand of gegevensbron (d.w.z. gegevensbank-tabel). Een <file>-element bevat de bron van de lokaliseerbare gegevens en, eenmaal vertaald, ook de overeenkomende gelokaliseerde gegevens voor de doeltaal.
Lokaliseerbare gegevens worden opgeslagen in <trans-unit>-elementen. Het <trans-unit>-element heeft een <source>-element om brontekst op te slaan, en een <target>-element om doeltekst op te slaan. Het <target>-element is niet verplicht.
```
<trans-unit
 
id=
"1"
>

 
<source
 
xml:lang=
"en"
>
Cannot
 
find
 
the
 
file.
</source>

 
<target
 
xml:lang=
"nl"
>
Bestand
 
niet
 
gevonden.
</target>

</trans-unit>

```

Het voorbeeld hieronder bevat een XLIFF-document met tekst uit een Photoshop-bestand (PSD-bestand) en de vertaling in het Japans:
```
<xliff
 
version=
"1.2"
>

 
<file
 
original=
"Graphic Example.psd"

  
source-language=
"en-US"
 
target-language=
"ja-JP"

  
tool=
"Rainbow"
 
datatype=
"photoshop"
>

  
<header>

   
<skl>

    
<external-file
 
uid=
"3BB236513BB24732"
 
href=
"Graphic Example.psd.skl"
/>

   
</skl>

   
<phase-group>

    
<phase
 
phase-name=
"extract"
 
process-name=
"extraction"

     
tool=
"Rainbow"
 
date=
"20010926T152258Z"

     
company-name=
"NeverLand Inc."
 
job-id=
"123"

     
contact-name=
"Peter Pan"
 
contact-email=
"ppan@xyzcorp.com"
>

     
<note>
Make
 
sure
 
to
 
use
 
the
 
glossary
 
I
 
sent
 
you
 
yesterday.

      
Thanks.
</note>

    
</phase>

   
</phase-group>

  
</header>

  
<body>

   
<trans-unit
 
id=
"1"
 
maxbytes=
"14"
>

    
<source
 
xml:lang=
"en-US"
>
Quetzal
</source>

    
<target
 
xml:lang=
"ja-JP"
>
Quetzal
</target>

   
</trans-unit>

   
<trans-unit
 
id=
"3"
 
maxbytes=
"114"
>

    
<source
 
xml:lang=
"en-US"
>
An
 
application
 
to
 
manipulate
 
and
 

     
process
 
XLIFF
 
documents
</source>

    
<target
 
xml:lang=
"ja-JP"
>
XLIFF
 
文書を編集、または処理

     
するアプリケーションです。
</target>

   
</trans-unit>

   
<trans-unit
 
id=
"4"
 
maxbytes=
"36"
>

    
<source
 
xml:lang=
"en-US"
>
XLIFF
 
Data
 
Manager
</source>

    
<target
 
xml:lang=
"ja-JP"
>
XLIFF
 
データ・マネージャ
</target>

   
</trans-unit>

  
</body>

 
</file>

</xliff>

```

## Gerelateerde bronnen
- (en) OASIS-specificaties
- (en) XML in lokalisatie: Gebruik XLIFF om documenten te vertalen
- (en) XML in lokalisatie: Gebruik XLIFF om DITA-projecten te vertalen
- (en) Wat is XLIFF?
- (en) XLIFFChecker is een open-source programma geschreven in Java dat controleert of XLIFF-bestanden geldig zijn ten aanzien van de officiële standaard gepubliceerd door OASIS.
- (en) OpenDocument naar XLIFF converter
- (en) Gettext PO naar XLIFF converter
- Het Okapi Framework biedt meerdere filters aan om XLIFF-documenten te genereren[2] en diverse componenten die XLIFF gebruiken[3].
- (en) Swordfish II is een platformonafhankelijk vertaalprogramma dat XLIFF 1.2 gebruikt als eigen formaat.
- (en) Benten is een Open-Source XLIFF-editor geschreven in Java.